# Sân bay Lok Nayak Jayaprakash
Sân bay Lok Nayak Jayaprakash hay Sân bay Patna (IATA: PAT, ICAO: VEPT) là sân bay ở thành phố Patna ở bang Bihar, Ấn Độ. Đây là một sân bay quốc tế hạn chế theo phân loại của Cục sân bay Ấn Độ. Sân bay được đặt theo tên của Lok Nayak Jayaprakash.

## Các hãng hàng không và các tuyến điểm
- Air Deccan (Delhi, Kolkata)
- Jetlite (Delhi, Kolkata, Mumbai, Ranchi)
- Indian (Delhi, Mumbai, Ranchi)
- Jet Airways (Delhi)

## Sự cố
60 người thiệt mạng khi chuyến bay 7412 của Alliance Air Flight 7412 rơi gần sân bay.